# Neurosis de guerra
La neurosis de guerra  (en alemán: Kriegsneurose; en inglés: war neurosis o shell shock; en francés: obusite o névrose de guerre) es un término acuñado en la Primera Guerra Mundial utilizado para describir el trastorno por estrés postraumático que afectó a muchos soldados durante la guerra, antes de que se descubriera dicha patología. Se trata de una reacción ante la intensidad de los bombardeos y la lucha que produce una impotencia que se traduce en pánico, estar asustado, sentir deseos de huir o en una falta de capacidad para razonar, dormir, caminar o hablar.
Durante la guerra, el concepto de «neurosis de guerra» no estuvo bien definido. Ciertos casos fueron interpretados como heridas físicas o psicológicas o simplemente como falta de coraje. El Departamento de Asuntos de los Veteranos de los Estados Unidos aún emplea el término para describir algunas instancias del trastorno por estrés postraumático, pero en general forma parte de la imaginación y la memoria popular; frecuentemente se lo considera la herida característica de la guerra. Durante la Segunda Guerra Mundial y más adelante, el diagnóstico de «neurosis de guerra» se vio reemplazado por el concepto de fatiga de combate, una respuesta similar pero no idéntica al trauma de la guerra y los bombardeos.

## Origen del término
En los comienzos de la Primera Guerra Mundial en 1914, los soldados de la Fuerza Expedicionaria Británica reportaron síntomas después del combate tales como tinnitus, amnesia, cefalea, mareos, temblores e hipersensibilidad a los ruidos. Si bien estos signos eran similares a los esperables tras una herida física en el cerebro, muchos de los que se declararon enfermos no presentaban marcas de lastimaduras en la cabeza. Hacia diciembre de 1914, un 10 % de los oficiales británicos y un 4 % de los hombres alistados sufrían de «conmociones nerviosas y mentales».
El término shell shock se originó a partir de la teoría supuesta de que los síntomas padecidos por sus víctimas estaban relacionados con las explosiones causadas por los obuses, llamados en inglés shell, que alteraban el funcionamiento normal del cerebro. La palabra apareció por primera vez en 1915, en un artículo publicado en The Lancet por Charles Samuel Myers. Entre el 60 % y el 80 % de los casos de neurosis de guerra presentaron neurastenia aguda, aunque el 10 % presentó síntomas de lo que se denominaría trastorno de conversión, como mudez y fuga disociativa.
El número de casos de neurosis de guerra creció durante 1915 y 1916, pero no fue objeto de estudios médicos o psicológicos. Algunos médicos consideraron que era resultado de alguna herida cerebral no visible, ocasionada por las ondas de impacto de los obuses y que podría ser potencialmente fatal. Otra explicación es que era producida por intoxicación con el monóxido de carbono de las explosiones. Según otro punto de vista, la neurosis de guerra implicaba una herida emocional, no física. La evidencia para probarlo era que gran parte de los que sufrían de este trastorno no estaban expuestos a los impactos de la artillería. Por eso la explicación únicamente física no era satisfactoria.
Pese a esta evidencia, el Ejército Británico continuó sus intentos de diferenciar aquellos síntomas que eran consecuencia de las explosiones de otros que no lo eran. En 1915 el cuerpo militar en Francia recibió las siguientes instrucciones: 

Los casos de shell shock deben tener agregado a su reporte la letra W [de wounded, «herido»] si los ocasionó el enemigo; en ese caso, el paciente llevará la distinción de «herido» y portará en su brazo una wound stripe. Si, por el contrario, la caída de un hombre no fue precedida de una explosión de obús no se considera ocasionada por el enemigo y será calificada como shell shock o S [de sickness, «enfermedad»] y [ese hombre] no llevará una wound stripe ni [recibirá] una pensión.

Sin embargo, muchas veces resultó difícil diferenciar los casos, dado que pocas veces se daba información acerca de si los accidentes sucedían cerca de una explosión de obús o no. Este sistema fue considerado injusto e imposible de practicar, dado que solo se enviaban de regreso a Inglaterra a los casos más graves. A comienzos de la Segunda Guerra Mundial, el término shell shock fue prohibido en el Ejército británico, aunque la frase  «síndrome posconmoción» se usó para describir respuestas traumáticas similares.

## Tratamiento

### Neurosis de guerra aguda
Al principio, a los afectados por neurosis de guerra se los evacuaba pronto del campo de batalla, en parte por miedo a su comportamiento impredecible. A medida que crecía en número el Ejército Británico y la mano de obra comenzó a escasear, el número de casos de neurosis de guerra se convirtió en un problema creciente para las autoridades militares. En la batalla del Somme, en 1916, el 40 % de las bajas fue por shell shock, lo que se convirtió en una epidemia psiquiátrica, insostenible militar o económicamente.
Entre las consecuencias de esto se incluyen la creciente preferencia oficial de una interpretación psicológica para la neurosis de guerra, junto con un intento deliberado de evitar la medicalización de este trastorno. Si los hombres no estaban heridos, era más sencillo devolverlos al frente para que continuaran peleando. Otra de las consecuencias fue el tiempo y el esfuerzo que se invirtió para tratar los síntomas del shell shock. En la batalla de Passchendaele, en 1917, el Ejército Británico ya había desarrollado métodos para reducir la neurosis. A un hombre que sufriera de los síntomas se le otorgaba un descanso de unos días en su oficina médica local. El coronel Rogers (RMO, Black Watch) escribió:

Deben enviar a sus casos de conmoción a descansar. Cuando reciban estos casos emocionales, a menos que sean muy graves, si hablan con los hombres y ellos los conocen y ustedes a ellos —y hay mucho más en que el hombre los conozca que en que ustedes conozcan al hombre— [...] pueden explicarle que no le ocurre nada malo, [le pueden] ofrecer un descanso en el puesto de auxilio si es necesario y un día o dos de sueño, vayan con él a la línea de combate y luego, visítenlo a menudo, siéntense con él y háblenle de la guerra y observen con su periscopio y muéstrenle al hombre que a ustedes él les interesa.

Si los síntomas persistían después de unas semanas en una Casualty Clearing Station, que normalmente estaban lo suficientemente cerca del frente de batalla como para escuchar el fuego de la artillería, los pacientes eran trasladados a alguno de los cuatro centros psiquiátricos ubicados detrás de las líneas, llamados «Not Yet Diagnosed Nervous», donde quedaban a la espera de los análisis por parte de los médicos especialistas.
Aunque la batalla de Passchendaele generalmente es sinónimo de horror, los casos de neurosis de guerra fueron relativamente pocos. En total se reportaron 5346 casos de neurosis de guerra, es decir, el 1% de las fuerzas británicas. Menos del 75%, 3963 hombres regresaron al servicio activo sin pasar por tratamiento médico en un hospital. El número de casos de shell shock se redujo durante la batalla y la epidemia acabó. En 1917 el shell shock se prohibió como diagnóstico en el Ejército Británico y se censuró toda referencia a él, incluso en revistas académicas de Medicina.

### Neurosis de guerra crónica
El tratamiento de la neurosis de guerra aguda variaba ampliamente según los síntomas, la opinión de los médicos y otros factores, como el rango y la clase del paciente. Había tantos oficiales y soldados que sufrían de este trastorno que diecinueve hospitales británicos estaban totalmente dedicados al tratamiento de estos casos. Diez años después de la guerra, 65 000 veteranos aún seguían en tratamiento por shell shock en Gran Bretaña. En Francia era posible visitar en 1960 a ancianos víctimas de neurosis de guerra que estaban hospitalizados.

## Causas físicas
Una investigación reciente de la Universidad Johns Hopkins descubrió que el tejido cerebral de veteranos de combate que se habían expuesto a artefactos explosivos improvisados exhibía un patrón de lesiones en las áreas responsables de la toma de decisiones, memoria y razonamiento. Esta evidencia ha llevado a los investigadores a concluir que la neurosis de guerra puede no solo ser un desorden psicológico, ya que los síntomas exhibidos por las víctimas de la Primera Guerra son muy similares a estas lesiones.

## Cobardía
Algunos hombres que padecían de neurosis fueron llevados a juicio, y hasta en algunos casos ejecutados, por crímenes militares que incluían la deserción y la cobardía. Si bien se reconocía que el estrés de la guerra podía debilitar a los hombres, un episodio duradero solía verse como un síntoma de falta de carácter. Por ejemplo, en su testimonio a la Comisión Real posguerra que investigaba la neurosis, Lord Gort afirmó que esta era una debilidad y que no se encontraba en «buenas» unidades. La presión constante en evitar que fuera reconocida médicamente significaba que la neurosis no era una defensa admisible.
La ejecución de soldados en el Ejército Británico no fue algo habitual. A pesar de que hubo 240 000 cortes marciales y se dieron 3080 sentencias de muerte, en solo 346 casos se cumplió con ella. Un total de 266 soldados británicos fueron ejecutados por desertores, 18 por cobardía, 7 por abandonar su puesto sin permiso, 5 por desobediencia a una orden legítima y 2 por descartar armas. El 7 de noviembre de 2006, el gobierno del Reino Unido les dio a todos un perdón condicional póstumo.

## En la sociedad y cultura
La neurosis de guerra tuvo un profundo impacto en la cultura británica y la memoria popular de la Primera Guerra Mundial. Durante la época, escritores de la guerra como los poetas Siegfried Sassoon y Wilfred Owen trataron la neurosis en sus obras. Sassoon y Owen pasaron tiempo en el hospital de guerra de Craiglockhart, donde se trataban víctimas de neurosis. La autora Pat Barker exploró las causas y efectos de la neurosis de guerra en su trilogía de Regeneración: Regeneración (1991), El ojo en la puerta (1993) y El camino fantasma (1995). Muchos de sus personajes se basaron en figuras históricas reales y en los escritos de poetas de guerra y el doctor William Rivers.
En la obra de J. D. Salinger el shell shock es un tema relevante, sobre todo en los cuentos «Un día perfecto para el pez banana» y «Para Esmé, con amor y sordidez». En el primero, el protagonista es Seymour Glass, un veterano de guerra que sufre de shell shock y que por eso se suicida en la playa, de vacaciones con su esposa, muchos años después de que la Segunda Guerra Mundial hubiera terminado. Seymour pasa un par de años en el hospital, aparentemente recuperándose de este trastorno, pero existen indicios narrativos que permiten afirmar que su mentalidad era inestable y que no podía concentrarse, algo frecuente en los pacientes con neurosis de guerra. En el segundo cuento, se narra la historia del Sargento X, recientemente tratado por síntomas nerviosos, y su encuentro con Esmé, una niña huérfana. Cuando quiere enviarle una carta, la escribe de forma totalmente ininteligible porque sus facultades mentales no funcionan correctamente. Este cuento ha sido utilizado también como material didáctico dentro de la psiquiatría para estudiar el trauma con distancia y empatía.